# Bent F. Sørensen
 Der er flere personer med dette navn, se Bent Sørensen.
Bent F. Sørensen er en dansk ingeniør, Dr.techn. og professor i kompositmaterialer på Danmarks Tekniske Universitet (DTU) Institut for vindenergi. Han er leder af afdelingen for kompositmaterialer og materialemekanik.
Sørensen er uddannet ingeniør på DTU. Han blev ph.d. i faststofmekanik fra 1989-1991. Fra 1995 og frem til 2009 var ansat som seniorforsker på Risøs laboratorium for bæredygtig energi. Fra 2010-2011 var han leder for deres forskningsprogram, og i 2012 blev han leder for Risøs forskningscenter for vindenergi, der siden 2007 har været en del af DTU. Han har særligt forsket i materialer til turbineblade til vindmøller og brudmekanik. I maj 2018 blev han udnævnt til professor på Institut for Vindenergi på DTU.
I 2010 forsvarede han sin doktorafhandling Cohesive laws for assessment of materials failure: Theory, experimental methods and application. Han har været hovedforfatter eller medforfatter på over 90 videnskabelige artikler, og han har bidraget til en lang række bøger om materialer og brud, heriblandt to kapitler til Materialebogen (ISBN 978-87-571-2411-8) fra 2008.